# زاوية سيدي العربي ميمون (سيدي احمد)
زاوية سيدي العربي ميمون هو دُوَّار يقع بجماعة الكنتور، إقليم اليوسفية، جهة مراكش آسفي في المملكة المغربية. ينتمي الدوّار لمشيخة سيدي احمد التي تضم 18 دوار. يقدر عدد سكانه بـ 262 نسمة حسب الإحصاء الرسمي للسكان والسكنى لسنة 2004.

## روابط خارجية
- البوابة الوطنية للجماعات الترابية نسخة محفوظة 12 مارس 2018 على موقع واي باك مشين.
- المندوبية السامية للتخطيط